# Маратовунос
Марато̀вунос (на гръцки: Μαραθόβουνος; на турски: Ulukışla) е село в Кипър, окръг Фамагуста. Според статистическата служба на Северен Кипър през 2011 г. селото има 836 жители.
Де факто е под контрола на непризнатата Севернокипърска турска република.

## История
Селото носи името на растението копър (Маратос), което се използва като подправка и в народната медицина. Построено е на хълма Вунос, в северния край на равнината Месаория. Там са открити доказателства за заселници от бронзовата епоха. Спекулациите за ранно християнство на местоположението датират още от 18 век. През 20-те години на 19 век, убежище в селото намират много кипърски гърци, след вълната от кланета на острова, причинени от османците, които се опасяват от въстания, довели до независимост в Гърция.
Основните доходи на Маратовунос са от селското стопанство чрез развитието на пшеницата и ечемика и отглеждането на овце и говеда. Когато Кипър получава независимост през 1960 г., жителите в селото са 2019 гърци. Преди инвазията на Турция през 1974 г., 2363 гърци живеят там, но са прогонени от турската армия.

## Известни личности

### Родени
- Христофорос Сава (1924 – 1968), художник и скулптор

## Галерия
- Руините на църквата Профитис Илияс
- Гробище Тимиос Ставрос